# Ancistrocerus
Ancistrocerus is een geslacht van vliesvleugelige insecten van de familie plooivleugelwespen (Vespidae).

## Soorten
- A. abditus Gusenleitner, 1977
- A. antilope (Panzer, 1798)
- A. auctus (Fabricius, 1793)
- A. biphaleratus (Saussure, 1852)
- A. claripennis Thomson, 1874
- A. dusmetiolus (Strand, 1914)
- A. ebusianus (Lichtenstein, 1884)
- A. fortunatus Bluethgen, 1954
- A. gazella (Panzer, 1798)
- A. haematodes (Brullé, 1839)
- A. ichneumonideus (Ratzeburg, 1844)
- A. kerneri (Dalla Torre, 1904)
- A. kitcheneri (Dusmet, 1917)

- A. longispinosus (Saussure, 1855)
- A. madaera (Saussure, 1852)
- A. nigricornis (Curtis, 1826)
- A. oviventris (Wesmael, 1836)
- A. parietinus (Linnaeus, 1761)
- A. parietum (Linnaeus, 1758)
- A. reconditus Gusenleitner, 1983
- A. renimacula Lepeletier, 1841
- A. rubrotinctus Giordani Soika, 1957
- A. scoticus (Curtis, 1826)
- A. trifasciatus (Muller, 1776)
- A. tussaci Gusenleitner, 1987